# Linear and Multilinear Algebra
Linear and Multilinear Algebra is een internationaal, aan collegiale toetsing onderworpen wetenschappelijk tijdschrift op het gebied van de lineaire algebra.
De naam wordt in literatuurverwijzingen meestal afgekort tot Linear Multilinear A.
Het wordt uitgegeven door Taylor & Francis en verschijnt maandelijks.
Het eerste nummer verscheen in 1973.